# 青森県道10号三沢十和田線
青森県道10号三沢十和田線（あおもりけんどう10ごう みさわとわだせん）は、青森県三沢市から上北郡六戸町を経由し十和田市に至る県道（主要地方道）である。

## 概要
三沢市四川目の四川目交差点で国道338号から分岐し、三沢空港前・三沢駅前を通り十和田市洞内字真登地の洞内入口交差点で国道4号に合流する。
三沢市日の出1丁目から六戸町犬落瀬柳沢（大曲地区）を経て折茂沖山（古里地区）に至る区間にはバイパス道路も通っている。十和田市元町東から洞内字真登地までは十和田バイパス開通により国道4号から転換したものである。

### 路線データ
- 起点 : 三沢市[1]（国道338号交点、四川目交差点）
- 終点 : 十和田市[1]（国道4号交点、洞内入口交差点）
- 重要な経過地 : 上北郡六戸町[1]

## 歴史
- 1961年（昭和36年）2月10日 - 県道に認定される[1]。
- 1993年（平成5年）5月11日 - 建設省により県道三沢十和田線が主要地方道三沢十和田線に指定される[2]。
- 2001年（平成13年）11月 - 七百バイパスが開通[3]。
- 2021年（令和3年）11月15日 - 古間木橋 (137 m) が開通[4]。

## 路線状況

### 重複区間
- 青森県道8号八戸野辺地線（三沢市中央町 - 三沢市大町）
- 青森県道20号八戸三沢線（三沢市本町 - 上北郡六戸町）
- 青森県道254号大町三沢線（三沢市大町3丁目 - 三沢市東町3丁目）

## 地理

### 交差する道路
- 国道338号（三沢市四川目2丁目、起点）
- 青森県道170号天ケ森三沢線（三沢市三沢山ノ神）
- 青森県道8号八戸野辺地線（三沢市中央町）
- 青森県道22号三沢七戸線・青森県道20号八戸三沢線（三沢市本町）
- 第二みちのく有料道路・上北自動車道六戸ジャンクション
- 青森県道20号八戸三沢線（上北郡六戸町犬落瀬）
- 青森県道211号折茂上北町停車場線（上北郡六戸町犬落瀬）
- 青森県道10号三沢十和田線・支線（上北郡六戸町犬落瀬）
- 国道4号十和田バイパス（十和田市相坂高清水）
- 青森県道165号上野十和田線（十和田市三本木）
- 青森県道45号十和田三戸線（十和田市元町東）
- 国道4号（十和田市洞内、終点）

### 交差する道路（支線）
- 青森県道8号八戸野辺地線（三沢市大町3丁目）
- 青森県道254号大町三沢線（三沢市東町3丁目）
- 青森県道8号八戸野辺地線（上北郡おいらせ町青葉）
- 第二みちのく有料道路 三沢十和田下田インターチェンジ
- 青森県道20号八戸三沢線（上北郡六戸町犬落瀬）
- 青森県道10号三沢十和田線・本線（上北郡六戸町犬落瀬）

### 沿線の施設
- 三沢市消防本部
- よこまちストア三沢店
- 三沢市立岡三沢小学校
- 三沢平畑郵便局
- 三沢パークホテル
- 三沢警察署
- 東北防衛局三沢防衛事務所
- 航空自衛隊・米軍三沢基地正門
- 青森みちのく銀行三沢中央支店
- 三沢中央病院
- 三沢市立上久保小学校
- 三沢駅前郵便局
- 青い森鉄道三沢駅
- 古牧温泉
- 六戸町立大曲小学校
- 六戸町立七百中学校
- 青森県立三本木農業高等学校
- 青森県立十和田工業高等学校
- 十和田市立東小学校
- サンワドー 十和田店